# NGC 1253A
NGC 1253A is een balkspiraalstelsel in het sterrenbeeld Eridanus.

## Synoniemen
- PGC 12053
- MCG 1-9-19
- DDO 31
- VV 587
- Arp 279
- IRAS 03118-0259